# بينس توث
بينس توث (بالمجرية: Tóth Bence)‏ هو لاعب كرة قدم مجري في مركز الوسط، ولد في 22 يوليو 1989 في سولنوك في المجر. شارك مع منتخب المجر تحت 19 سنة لكرة القدم. أما مع النوادي، فقد لعب مع نادي فيرينتسفاروشي.

## وصلات خارجية
- بينس توث على موقع الاتحاد الدولي (مؤرشف)  (الإنجليزية)
- بينس توث على موقع قاعدة بيانات كرة القدم.إي يو (الإنجليزية)